# Верх-Мильтюши
Верх-Мильтюши — село в Черепановском районе Новосибирской области России. Административный центр Верх-Мильтюшинского сельсовета.

## География
Стоит при впадении речки Бурдишка в реку Мильтюш.
Площадь села — 129 гектаров.

## Население
| 2002 | 2007  | 2010 |
| ---- | ----- | ---- |
| 1196 | ↗1235 | ↘995 |

## Инфраструктура
В селе по данным на 2007 год функционируют 1 учреждение здравоохранения и 2 учреждения образования.
Действует Верх-Мильтюшинский сельский дом культуры (Торговая ул., 19/1).

## Достопримечательность
Установлен памятник «Воинам, погибшим в годы Великой Отечественной войны 1941—1945 гг.»

## Транспорт
Село доступно автотранспортом.